# Kabinett Börner II
Das Kabinett Börner II war vom 14. Dezember 1978 bis zum 4. Juli 1984 die Landesregierung von Hessen. Der Ministerpräsident war bereits am 1. Dezember 1978 vom Landtag gewählt worden.
Bei der Landtagswahl am 26. September 1982 erhielt die CDU 45,6 % und 52 von 110 Sitzen, die SPD 42,8 % und 49 Sitze, die Grünen 8,0 % und 8 Sitze. Die FDP scheiterte an der 5-Prozent-Hürde; die beiden FDP-Minister traten zwei Tage nach der Landtagswahl am 28. September 1982 zurück. Da in einem geschäftsführenden Kabinett keine Posten nachbesetzt werden dürfen, wurden ihre Aufgaben von zwei SPD-Ministern mit übernommen.
Keine der rechnerisch möglichen Koalitionen (rot-grün, schwarz-grün oder schwarz-rot) wurde gebildet; das Kabinett blieb geschäftsführend im Amt.
Am 26. September 1983 fand eine vorgezogene Landtagswahl statt. Die CDU verlor 6,2 Prozentpunkte und erhielt nur 44 Sitze; die FDP erhielt 7,6 % und 8 Sitze. Eine schwarz-gelbe Regierung war also nicht möglich.
Börner und die SPD beschlossen, sich (entgegen allen Aussagen vor der Wahl) von den Grünen tolerieren zu lassen; Mitte 1984 wurde Börner mit den Stimmen der Grünen zum Ministerpräsidenten gewählt.
Im Oktober 1985 kam es schließlich zur ersten rot-grünen Koalition in der Bundesrepublik (Kabinett Börner III).

## Kabinett
| Amt                                                   | Name                                                       | Partei | Partei | Staatssekretäre                                                             |
| ----------------------------------------------------- | ---------------------------------------------------------- | ------ | ------ | --------------------------------------------------------------------------- |
| Ministerpräsident                                     | Holger Börner                                              |        | SPD    | Reinhart Bartholomäi (Chef der Staatskanzlei)                               |
| Stellvertreter des Ministerpräsidenten                | Heinz-Herbert Karry (bis 11. Mai 1981)                     |        | FDP    | -                                                                           |
| Stellvertreter des Ministerpräsidenten                | Ekkehard Gries (12. Mai 1981 – 28. September 1982)         |        | FDP    | -                                                                           |
| Stellvertreter des Ministerpräsidenten                | Hans Krollmann (ab 29. September 1982)                     |        | SPD    | -                                                                           |
| Inneres                                               | Ekkehard Gries (bis 28. September 1982)                    |        | FDP    | Otto Dockhorn                                                               |
| Inneres                                               | Herbert Günther (ab 28. September 1982)                    |        | SPD    | Otto Dockhorn                                                               |
| Finanzen                                              | Heribert Reitz                                             |        | SPD    | Hans Dethloff                                                               |
| Justiz                                                | Herbert Günther                                            |        | SPD    | Otto Schmidt                                                                |
| Soziales                                              | Armin Clauss                                               |        | SPD    | Günter Steinhäuser                                                          |
| Kultus                                                | Hans Krollmann                                             |        | SPD    | Burghard Vilmar Helmut Lenz (ab 15. Januar 1980)                            |
| Landesentwicklung, Umwelt, Landwirtschaft und Forsten | Willi Görlach (bis 13. Mai 1980)                           |        | SPD    | Werner Brans Robert Metzler (bis 14. Mai 1980)Jörg Jordan (ab 15. Mai 1980) |
| Landesentwicklung, Umwelt, Landwirtschaft und Forsten | Karl Schneider (ab 13. Mai 1980)                           |        | SPD    | Werner Brans Robert Metzler (bis 14. Mai 1980)Jörg Jordan (ab 15. Mai 1980) |
| Bundesangelegenheiten                                 | Vera Rüdiger                                               |        | SPD    | -                                                                           |
| Wirtschaft und Technik                                | Heinz-Herbert Karry (bis 11. Mai 1981)                     |        | FDP    | Otto Kirst                                                                  |
| Wirtschaft und Technik                                | Klaus-Jürgen Hoffie (22. Juni 1981 bis 28. September 1982) |        | FDP    | Otto Kirst                                                                  |
| Wirtschaft und Technik                                | Heribert Reitz (ab 28. September 1982)                     |        | SPD    | Otto Kirst                                                                  |